# Toyota Proace
De Toyota Proace is een lichte bedrijfswagen van Toyota. Hij werd als geïntroduceerd in 2013 als opvolger van de Toyota Hiace en is technisch gelijk aan de Peugeot Expert, Citroën Jumpy, Opel Vivaro en de Fiat Scudo. De techniek van de Proace is volledig afkomstig van Groupe PSA en wordt door Stellantis-dochter Sevel gebouwd in Hordain, Frankrijk.

## Technische gegevens
De Proace is leverbaar met een korte en met een lange wielbasis. Het lange wielbasismodel is tevens leverbaar als extra hoog model. De Proace is leverbaar met drie dieselmotoren, een 1,6 liter (90pk) en twee van 2,0 liter (128 en 163pk). Ook is er een elektrische variant leverbaar van de Proace.
De minibusvariant wordt verkocht als Proace Verso.
Personenauto's (leverbaar): Aygo · bZ4X · Camry · Corolla · C-HR · Highlander · Land Cruiser · Mirai · Prius · RAV4 · (GR) Supra · Yaris · Yaris Cross

Bedrijfswagens: Hilux · Proace

Niet meer leverbaar: 1000 · 2000GT · 4Runner · Auris · Avensis · Avensis Verso · Carina · Celica · Corolla Verso · Corona · Cressida · Crown · Dyna · FunCruiser · GT86 · Hiace · iQ · LiteAce · MR2 · Paseo · Picnic · Previa · Starlet · Tercel · Urban Cruiser · Verso · Verso-S · Yaris Verso